# محاكاة التخلق العصبي الحاسوبية
تهتم محاكاة التخلق العصبي الحاسوبية (سي إن جي إم) بدراسة وتطوير نماذج عصبونية من أجل محاكاة وظائف الدماغ فيما يتعلق بالجينات والتفاعلات الديناميكية بينها. تشمل هذه النماذج كلًا من نماذج الشبكات العصبونية وتكاملها مع نماذج الشبكات الجينية. يجمع هذا المجال خبرات مختلف التخصصات العلمية، مثل علم المعلومات والحاسوب، والعلوم العصبية والإدراكية، والبيولوجيا الجزيئية والوراثية بالإضافة إلى الهندسة.

## مستويات المعالجة

### الحركية الجزيئية
تمثل نماذج حركية البروتينات والقنوات الأيونية المرتبطة بالنشاط العصبوني، المستوى الأدنى للمحاكاة في نموذج التخلق العصبي الحاسوبي. يجب محاكاة نشاط البروتينات المتبدل في بعض الأمراض، مثل ببتيد بيتا النشواني في مرض آلزهايمر، على المستوى الجزيئي من أجل تنبؤ تأثيره على الإدراك بشكل دقيق. تعد القنوات الأيونية، الضرورية من أجل انتقال جهود الفعل، جزيئًا آخر قد يُحاكى لعكس العمليات البيولوجية بشكل أكثر دقة. على سبيل المثال، من أجل محاكاة دقيقة للدونة المشبكية (تقوية وإضعاف المشابك) والذاكرة، من الضروري محاكاة نشاط مستقبل «ن-مثيل-د-أسبارتات» الذي يُعرف باسم (إن إم دي إيه آر). تُعتبر السرعة، التي يتيح فيها مستقبل «ن-مثيل-د-أسبارتات» دخول أيونات الكالسيوم إلى الخلية استجابةً للغلوتامات، عاملًا مهمًا في التأييد طويل الأمد، من خلال إدخال مستقبلات «إيه إم بّي إيه»، التي تسمى (إيه إم بّي إيه آر)، إلى الغشاء الخلوي في مشبك الخلية بعد المشبكية (الخلية التي تتلقى الناقلات العصبية من الخلية قبل المشبكية).

### الشبكة الجينية التنظيمية
في معظم نماذج الأنظمة العصبية، تُعتبر العصبونات نموذج المحاكاة الأكثر أساسية. في محاكاة التخلق العصبي الحاسوبية، ومن أجل تحسين عمليات المحاكاة المسؤولة عن النشاط والترابط المشبكي، تُحاكى الجينات المسؤولة في كل عصبون.
تعد الشبكة الجينية التنظيمية، أو الشبكة البروتينية التنظيمية أو شبكة جين/بروتين التنظيمية، مستوى المعالجة من نموذج التخلق العصبي الحاسوبي، الذي يحاكي التفاعلات ما بين الجينات والبروتينات المتعلقة بالنشاط المشبكي ووظائف الخلية العامة. تُحاكى الجينات والبروتونات كعقد فردية، وتُحاكى التفاعلات التي تؤثر على الجين كمدخلات محاكاة استثارية (تزيد من التعبير عن الجين/البروتين) أو مثبطة (تنقص من التعبير عن الجين/البروتين)، التي تُوازن كي تعكس تأثير الجين أو البروتين على جين أو بروتين آخر. تُصمم الشبكات الجينية التنظيمية نموذجيًا باستخدام البيانات من المصفوفات.
تسمح محاكاة الجينات والبروتينات باستجابات فردية للعصبونات في الشبكة العصبية الاصطناعية التي تحاكي استجابات النظم العصبية البيولوجية، مثل الانقسام (إضافة عصبونات جديدة إلى الشبكة العصبية الاصطناعية)، أو صنع البروتينات من أجل توسيع أغشية الخلايا وتعزيز نمو الخلايا العصبية (وبالتالي اتصالات أقوى مع العصبونات الأخرى)، أو التنظيم التحفيزي أو التثبيطي المستقبلات في المشابك (زيادة أو إنقاص وزن (قوة) المدخلات المشبكية)، أو امتصاص المزيد من المستقبلات العصبية، أو التغيير بين أنواع العصبونات المختلفة، أو الموت من خلال النخر أو الاستماتة. يمكن تقسيم صنع هذه الشبكات إلى مجالين فرعيين من البحوث: تنظيم الجينات التحفيزي الموجود في الوظائف الطبيعية للعصبون، مثل النمو، والاستقلاب والتشابك؛ وتأثير الجينات المتحورة على العصبونات والوظائف الإدراكية.

### الشبكة العصبية الاصطناعية
تشير الشبكة العصبية الاصطناعية بشكل عام إلى أي نموذج حاسوبي يحاكي الجهاز العصبي المركزي، مع إمكانات مثل التعلم وتمييز الأنماط. ومع ذلك، فيما يتعلق بمحاكاة التخلق العصبي الحاسوبي، تُستخدم غالبًا للإشارة إلى النماذج المصممة خصيصًا من أجل الدقة البيولوجية عوضًا عن الكفاءة الحاسوبية. تعد العصبونات الفردية الوحدة الأساسية للشبكة العصبية الاصطناعية، إذ يعمل كل عصبون كعقدة. تتلقى كل عقدة إشارات توازنية من العقد الأخرى والتي تكون إما تثبيطية أو تحفيزية. من أجل تحديد المخرجات، تقيّم دالة تحويل (أو تابع تفعيل) مجموع الإشارات التوازنية، بالإضافة إلى تحديد معدل المدخلات في بعض الشبكات العصبية الاصطناعية. تُقوى أوزان الإشارة (تأييد طويل الأمد) أو تُضعف (إنقاص طويل الأمد) بالاعتماد على مدى تزامن معدلات التنشيط قبل المشبكي وبعد المشبكي (نظرية هيب).
يُحاكى النشاط المشبكي للعصبونات الفردية باستخدام معادلات من أجل تحديد المجموع الزمني (وفي بعض الحالات، المكاني) لكل من الإشارات المشبكية، والجهد الغشائي، وعتبة توليد جهود الفعل، وفترة الجموح المطلقة والنسبية، وحركية القنوات الأيونية الاختيارية والتشويش الغاوسي (لزيادة الدقة البيولوجية من خلال إدراج عناصر عشوائية). بالإضافة إلى الاتصال، تحاكي أيضًا بعض أنواع الشبكات العصبية الاصطناعية، مثل الشبكات العصبية المتصاعدة، المسافة بين العصبونات وتأثيرها على الوزن المشبكي (قوة الانتقال المشبكي).

## وصلات خارجية
- http://ecos.watts.net.nz/Algorithms/